# بيك بوك
بيك بوك (بالإنجليزية: Pik Pok)‏ هي شركة مطورة وناشرة لألعاب الفيديو في نيوزيلندا ومقرها في ويلينغتون. تأسست كعلامة تجارية فرعية لمطور الألعاب "سايد إتش" منذ عام 2012، أصبحت بيك بوك العلامة التجارية الأساسية للشركة.